# Evangelische Kirche (Gräveneck)

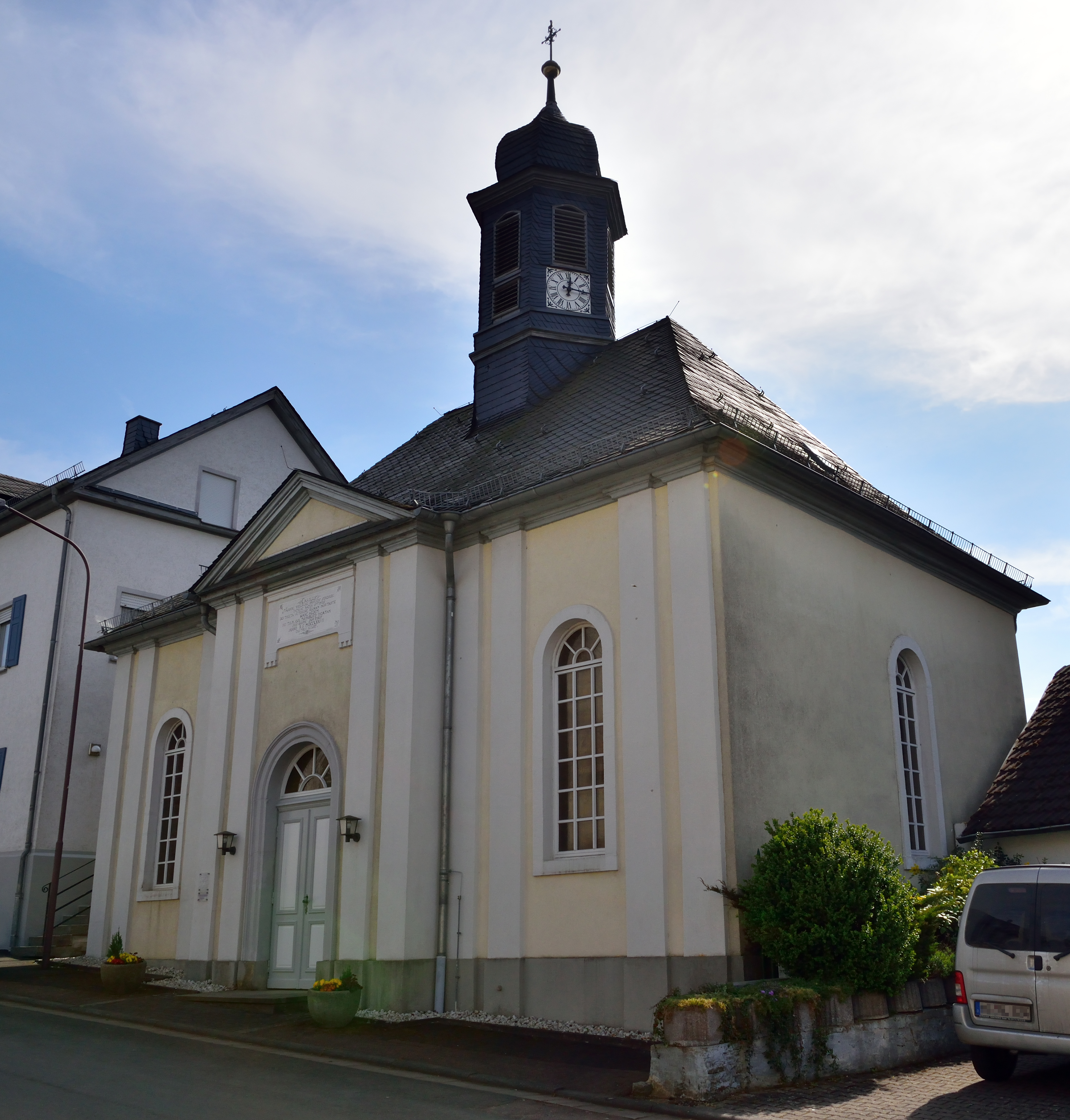
Evangelische Kirche (Gräveneck)

Die Evangelische Kirche Gräveneck ist ein denkmalgeschütztes Kirchengebäude, das in Gräveneck, einem Ortsteil der Gemeinde Weinbach im Landkreis Limburg-Weilburg (Hessen), steht. Die  Kirchengemeinde gehört zum Dekanat an der Lahn in der Propstei Nord-Nassau der Evangelischen Kirche in Hessen und Nassau.

## Beschreibung
Eine kleine Kapelle wurde aufgrund ihres schlechten Zustandes 1775 niedergelegt. Als Nachfolger wurde 1777 eine quergelagerte, frühklassizistische Saalkirche nach einem Entwurf von Friedrich Ludwig Gunckel gebaut. Am 26. Oktober 1777 wurde die Kirche eingeweiht. Die mit Pilastern gegliederte Fassade hat zwei Bogenfenster und in der Mitte einen Risalit, der mit einem Giebeldreieck bekrönt ist. In ihm befindet sich das Portal. Aus dem Walmdach erhebt sich ein sechseckiger, schiefergedeckter Dachreiter, der die Turmuhr und den Glockenstuhl mit zwei Kirchenglocken beherbergt. Auf ihm sitzt eine bauchige Haube. 
Der Innenraum ist mit einer Flachdecke mit Vouten überspannt. In dessen westlicher Hälfte ist eine große dreiseitige Empore aufgebaut, die von achteckigen hölzernen Pfeilern mit einfachen Kapitellen getragen wird. Unterhalb der Empore sind die Kirchenbänke in zwei Blöcken seitlich eines Mittelgangs aufgestellt. Das östliche Raumdrittel der Kirche ist als Altarbereich ausgewiesen. Die ursprünglich an der Ostwand hinter dem Altar aufgestellte Kanzel wurde bei der Restaurierung der Kirche an die Südwand versetzt. 
1818 wurde eine Orgel mit fünf Registern ersteigert. Bereits Anfang des 20. Jahrhunderts war sie defekt, und sie wurde  durch ein neues Instrument von Gustav Raßmann ersetzt. 